# Friedrich Walter (Historiker, 1870)
Friedrich Walter (* 3. September 1870 in Mannheim; † 4. November 1956 in Heidelberg) war ein deutscher Historiker. Er war erster Leiter des Stadtarchivs Mannheim und Direktor des Mannheimer Schlossmuseums.

## Leben
Walter studierte Klassische Philologie und Geschichte in Heidelberg und Bonn. Nach abgeschlossene Lehramtsprüfung und Promotion trat er sein Lehramtspraktikum in Mannheim an, wo er sich auch journalistisch engagierte und als Theaterkritiker in Erscheinung trat. Von 1896 bis 1899 ordnete er im städtischen Auftrag das Archiv des Nationaltheaters. Im Jahre 1900 bekam er den Auftrag, das städtische Archiv zu ordnen und im Hinblick auf die 300-Jahr-Feier eine repräsentative Darstellung der Mannheimer Stadtgeschichte auszuarbeiten, was ihn fast sieben Jahre beschäftigte. Mannheim in Vergangenheit und Gegenwart galt bis 2007 als Standardwerk der Geschichte Mannheims.

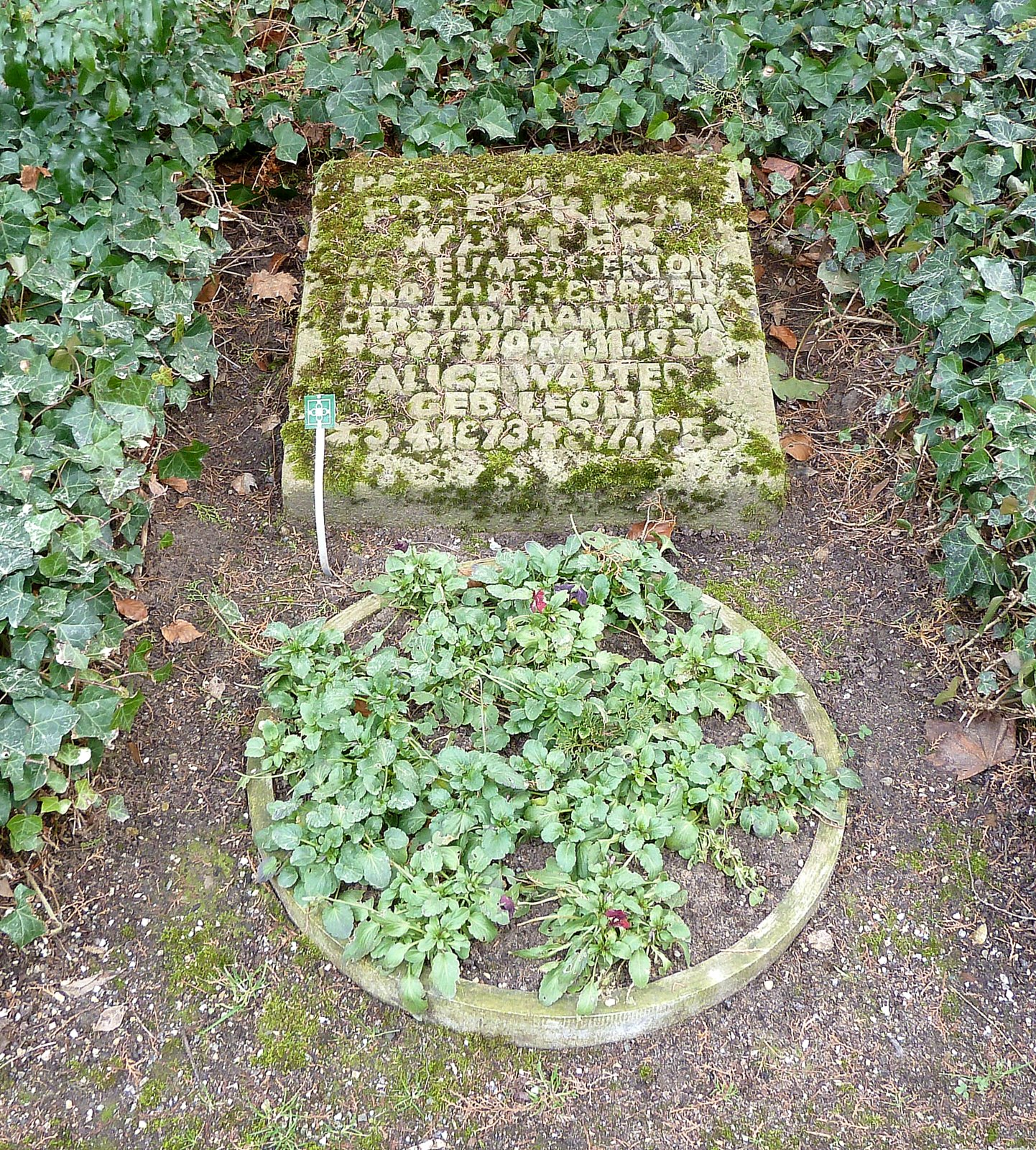
Walters Grab auf dem Hauptfriedhof Mannheim

Den nationalistischen und militaristischen Strömungen seiner Zeit stand er immer distanziert gegenüber, dennoch wurde er 1915 zum Kriegsdienst einberufen. Auch nach dem Ersten Weltkrieg setzte er sich für Demokratie und die liberale Tradition in Mannheim ein. Von 1921 bis 1935 war er erster Direktor des 1926 eröffneten Mannheimer Schlossmuseums. Aufgrund der aufkommenden nationalsozialistischen Gesinnung und wegen seiner jüdischen Frau verlor er zwischen 1933 und 1934 sämtliche Ämter und wurde 1935 pensioniert. Nach dem Zweiten Weltkrieg beauftragte ihn Oberbürgermeister Hermann Heimerich die Mannheimer Stadtgeschichte fortzuschreiben. Er verbrachte seinen Ruhestand zurückgezogen in Heidelberg.
Verheiratet war er mit Alice, verw. Darmstaedter, geb. Leoni (1873–1956). Die Friedrich-Walter-Straße in Mannheim-Feudenheim ist nach ihm benannt.

## Ehrungen
- Ehrenbürgerwürde der Stadt Mannheim 1949
- Schiller-Plakette 1954

## Schriften
- Geschichte des Theaters und der Musik am kurpfälzischen Hofe. Leipzig 1898
- Archiv und Bibliothek des Grossh. Hof- und Nationaltheaters in Mannheim 1779–1839. Repertorium. 1899 (Google books).
  - Band 1: Das Theater-Archiv.
  - Band 2: Die Theater-Bibliothek.
- Mannheim in Vergangenheit und Gegenwart. 2 Bände. Mannheim 1907.
- Schicksal einer deutschen Stadt. 2 Bände. Knapp, Frankfurt am Main 1949–1950.
- Stephanie Napoleon. Lebensweg und Wegenossen 1789–1860. Baden-Baden 1948.
- Aufgabe und Vermächtnis einer deutschen Stadt. Frankfurt am Main 1952.